# Broken Bow 1
Broken Bow 1 – pilot (pierwszy odcinek) serialu Star Trek: Enterprise (z serii Star Trek).
Odcinek opowiada o tym, jak na polu w Oklahomie rozbija się klingoński statek, Jonathan Archer – kapitan prototypowego okrętu Enterprise – otrzymuje zadanie odwiezienia rannego Klingona na jego ojczystą planetę – Kronosa.

## Fabuła

### Teaser
Ziemia, Ameryka Północna, rok 2121. Młody Jonathan Archer wraz z ojcem Henrym skleja model statku warpowego. Rozmawiają przy tym o Cochranie oraz o projekcie budowy Enterprise.
Przenosimy się 30 lat później (rok 2151) do miejscowości Broken Bow w stanie Oklahoma. Klingoński statek rozbija się na polu kukurydzy. Ucieka z niego pilot, lecz goni go dwóch innych Sulibańskich żołnierzy. Klingon wchodzi do silosu, po czym wyskakuje z jego dachu, strzelając w ścianę. Silos wybucha zabijając Suliban. Do Klingona podbiega farmer, mierzy do niego strzelbą plazmową i po chwili strzela.

### Część pierwsza
Trip i Archer lecą promem do Enterprise, oglądają jego poszycie oraz zachwycają się prędkością jaką osiąga. Po chwili Archer zostaje pilnie wezwany do Działu Medycznego Gwiezdnej Floty.
Tam czekają na niego już Admirał Forest oraz wolkańska delegacja: Ambasador Soval, ambasador Tos i T’Pol. Forest wyjaśnia Jonathanowi, że trafił do nich klingoński kurier – Klaang, którego postrzelił farmer w Oklahomie. Soval twierdzi, że należy go zabić i odwieźć na rodzimą planetę - Kronosa, a trzymanie go przy życiu nie wchodzi w grę, gdyż byłoby to niehonorowe (dla Klingona honor jest ważniejszy niż życie). Archer sprzeciwia się temu pomysłowi, gdyż najprawdopodobniej jeszcze wyzdrowieje. Deklaruje, że przyśpieszy się start Enterprise i to on odwiezie Klaanga – żywego. Dochodzi do sprzeczki. W jej wyniku kapitan Archer dostaje 3 dni na przygotowanie statku do startu. Musi tylko skompletować załogę. Archer zaczyna od Doktora Phloxa, jednego z lekarzy opiekujących się Klingonem.

### Część druga
Na Enterprise Reed (Oficer Uzrbojenia) i Mayweather (Oficer Nawigacji) oglądają Transporter i zgodnie twierdzą, że nigdy nie dadzą się nim przesłać.
W Brazylii Archer przychodzi namówić Hoshi Sato na pozycję tłumacza na statku (by porozumieć się z Klaangiem). Hoshi nie chce dołączyć do załogi, lecz propozycja bycia pierwszym człowiekiem znającym klingoński przekonuje ją.
W swojej kwaterze na Enterprise Jonathan rozmawia z Tuckerem o jego pierwszym oficerze – wolkance T’Pol, którą przydzielono „do pomocy i obserwacji załogi”. Po chwili wchodzi ona do pokoju i melduje się na służbę.
Zaczyna się ceremonia przed „Wodowaniem” Enterprise. Admirał Forest wygłasza płomienne przemówienie na temat lotu Zeframa Cochrane’a i porównuje go do startu Enterprise. Następnie odtwarza nagranie z 2119 roku. Jest to przemówienie Cochrane’a z otwarcia Warp 5 Complex. Przez ten czas oficerowie zajmują miejsca na mostku, po chwili statek rusza i wchodzi w warp.
Widok przenosi się do ciemnego pomieszczenia, gdzie jeden z Suliban rozmawia z tajemniczą postacią, jest ona w jakimś polu energetycznym. Rozmawiają o Klaangu i o tym, jak odbić go z rąk Ziemian.

### Część trzecia
Archer pomaga Phloxowi rozpakować sprzęt medyczny, rozmawiają przy tym o kulturze Ziemian i wymieniają poglądy – Phlox jest Denobulaninem. W ambulatorium jest już Klaang, doktor mówi, że w każdej chwili może odzyskać przytomność.
Gdzieś indziej Tucker wspina się po drabinie do jakiegoś pomieszczenia, gdy tam wchodzi widzi na suficie Mayweathera. Ten tłumaczy mu, że znajdują się w „Słodkim Punkcie” – miejscy gdzie załamuje się siła emiterów grawitacji. Tuckerowi też udaje się wlecieć na sufit. Rozmawiają tam o swoich doświadczeniach życiowych.
W mesie oficerskiej Archer rozmawia z T’Pol, po chwili rozmowa zamienia się w sprzeczkę. Napięcie rozładowuje przyjście spóźnionego Tuckera. Następnie przy jedzeniu rozmawiają o różnicach między ziemskimi i wolkańskimi zwyczajami kulinarnymi.
Mostek, parę godzin później. Enterprise przyśpiesza do warp 4.4. Statek zaczyna lekko wibrować, co wprawia Hoshi w zaniepokojenie. Po chwili Phlox wzywa ją i kapitana do ambulatorium, mówi, że Klingon się budzi.
W ambulatorium Hoshi nie może zrozumieć bełkotu Klannga, translator tłumaczy jego mowę na bezsensowne słowa, doktor stwierdza, że Klingon prawdopodobnie majaczy. Po chwili Enterprise wychodzi z warp, następuje awaria zasilania – światła gasną. Na statek dostają się intruzi – to Sulibanie. Po krótkiej walce, gdzieś znikają. Gdy znów oświetlenie się włącza, Klaanga już nie ma. Udaje się jednak zabić jednego z porywaczy.

### Część czwarta
Po raz kolejny dochodzi do sprzeczki między T’Pol a Archerem – ona twierdzi, że skoro porwano Klingona, misja jest zakończona. Archer nie zgadza się z tą opinią, każe jej pomóc Tuckerowi modyfikować sensory, by można było wyśledzić statek Suliban.
Archer wchodzi do ambulatorium gdzie Phlox bada ciało zabitego sulibańskiego porywacza. Okazuje się, że nie jest to zwykły przedstawiciel tej rasy – jest zmodyfikowany genetycznie, przez co silniejszy i odporniejszy.
W maszynowni T’Pol tłumaczy Tuckerowi, że bezcelowe jest szukanie Klaanga, gdyż sensory i tak nie wykryją gdzie udał się statek porywaczy. Do rozmowy dołącza się Archer i Hoshi – która mówi, że wśród bełkotu Klaanga odkryła nazwę własną – „Rajdżel”. T’Pol wyjaśnia, że Klaang przed rozbiciem się na Ziemi był na planecie Rigel 10. Archer zdenerwowany, że Wolkanie nie poinformowali ich o tym, każe obrać kurs na tę planetę.
Klaang jest przywiązany, przesłuchuje go dwóch Suliban. Jest pod wpływem narkotyku (tzw. „Serum prawdy”), więc mówi prawdę i nie zdaje sobie z tego sprawy. Sulibanie dowiadują się, że przewoził bardzo ważną wiadomość. Nadała ją Sarin z planety Rigel 10.

### Część piąta
Tymczasem na Enterprise załoga przygotowuje się do wizyty na planecie. Archer, Trip, T’Pol, Reed, Hoshi i Mayweather polecą tam promem. Wylądują promem na dachu Rigelańskiego Centrum Handlowego.
Po wylądowaniu wszyscy przeszukują kompleks. T’Pol dowiaduje się, że jest miejsce, gdzie często widuje się Klingonów. Archer i Hoshi tam właśnie się udają. Jednak po drodze zostają obezwładnieni i porwani przez Suliban.